# The Fens
The Fens, također imena Fenland(s) je prirodna močvarna pokrajina u istočnoj Engleskoj. Većina od ovih tresetišnih mokrih tala isušena su prije nekoliko stoljeća, čime je ovo postalo ravno, suho i nizinsko poljodjelsko područje. Danas je jedno od najsuhljih krajeva Engleske zahvaljujući sustavu drenažnih kanala i rijeka koje su djelo ljudskih ruku (jarci i slijevni kanali) te automatiziranih crpnih postaja. Često je krivo shvaćanje da su "fen-ovi" suhi.
Na lokalnom engleskom fen je ime za dio močvare ili bivšeg močvarnog tla a također je oznaka za močvarni teren svojstven ovom kraju, koji je neutralne ili alkalne vode i relativno velikih količina otopljenih minerala i malo inih nutrijenata za biljke.
Fenland se najvećim dijelom prostire oko obale the Washa; doseže do četiri ceremonijske grofovije: Lincolnshirea, Cambridgeshirea, Norfolka i mali dio Suffolka, kao i povijesna grofovija Huntingdonshire. Ukupno obuhvaća površinu od približno 3900 km2.
The Fens se naziva "svetom zemljom Engleza" zbog crkava i katedrala u Elyju, Ramseyu, Crowlandu, Thorneyu i Peterboroughu.
Ostala bitnija naselja u the Fensu su Boston, Spalding i Wisbech.